# High球!いんぷれっしょん
『High球!いんぷれっしょん』（はいきゅういんぷれっしょん）は、真三月司が「月刊少年ガンガン」にて2001年4月号から同年11月号まで連載した漫画作品、全2巻。

## 概要
著者の初連載作品となる当作品は、バレーボールをテーマとした作品で、実績のない女子バレーボール部が幾多の試練を乗り越え成長していく姿を描く。連載初回で巻頭カラー、特集ページ、さらに一挙2話掲載などの新人としては破格の扱いの連載スタートと、スポーツものでヒット作が出た経験がまだなかったガンガンとしては、かなりの期待をかけていたことがうかがえる。しかし人気は上がらず、わずか8ヶ月、連載9回目で打ち切りとなった。　
単行本最終巻である2巻のおまけマンガで、打ち切りでお蔵入りになってしまったキャラクターの紹介がされていた。

## 登場人物
岡里 美椰（おかざと みや）
主人公。中学1年の女の子。通称『みゃあ』。反射神経が鋭く、好奇心旺盛である。しかし飽きっぽい性格で、最初はバレー部に入部するのを躊躇った。一人称は『ボク』。
猿渡 俊太（さるわたり しゅんた）
みゃあの幼なじみ。写真撮影が趣味で、みゃあとは犬猿の仲である。
東山 梨香子（ひがしやま りかこ）
スポーツ万能な女の子。クールな性格で、プライドが高い。みゃあをライバル視している。
一橋 真（いちはし まこと）
女子バレーボール部部長。部活動に対しては積極的だが顧問がやる気がなく苦悩な日々が続いている。
高部 麻人（たかべ あさと）
男子バレーボール部部長。文武両道の美少年で、梨香子があこがれている。体育館使用権を巡り男女バレー部で対戦をするがそれが思わぬ事態となってしまう。
竹林（たけばやし）
女子バレーボール部顧問。実績のない女子バレーボール部に対してあまりやる気を見せていない。ある日顧問に無断で体育館を使用して事故が起こったのを切っ掛けに廃部を宣告した。
来須 志貴（くるす しき）
竹林の後を継いで女子バレーボール部顧問となった。教育方針がスパルタな内容だ等と生徒から誤解され過去に在籍した中学の部活を廃部させたと悪い噂が飛び交っていた。しかし本人は生徒と親しくようと努力を怠っていない。

## サブタイトル
1. さがしものはなんですか?
2. 見つけた!見えないさがしもの
3. Mr.モグラー攻略指南!
4. Mr.モグラー攻略指南 応用編
5. 開幕!体育館争奪戦
6. ボクが目になるよ!
7. 全開!?本気パワー
8. 開花!?コンビアタック
9. すてっぷ あっぷ